# Nazareth (Pensylvánie)
Nazareth je město v Northampton County v Pensylvánii v USA. Podle sčítání lidu v roce 2000 mělo město 6023 obyvatel.
Nazareth se nachází 11 km severozápadně od města Easton, 7,4 km severně od Bethlehemu a 19,2 km severovýchodně od města Allentown. Leží ve středu Northampton County a je součástí pensylvánského regionu Lehigh Valley.

## Historie
V roce 1740 si britský kazatel George Whitefield najal misionáře Moravské církve ze Savannah, aby mu vystavěli sirotčinec se školou pro děti otroků na pozemku, který si v tomto roce koupil. Poté pojmenoval místo o velikosti pěti tisíc akrů jako Nazareth. Kvůli teologickým sporům se Moravané rozhodli, že v projektu George Whitefielda pokračovat nebudou. Zakoupili si rovněž pozemky (sedm kilometrů od Nazarethu), a tam si založili vlastní misijní stanici, kterou nazvali Bethlehem. Později Whitefied zbankrotoval a Moravané si od něj Nazareth koupili. V té době tam bylo jimi postavené přístřeší a rozestavěný sirotčinec.

### Péče o památky
Ephrata Tract je ta část města Nazareth, která se rozkládá na původních pěti tisících akrech. Historické místo je spravováno společností Moravian Historical Society. Moravská historická společnost je nezisková a je uznávaná i na mezinárodní úrovni. Stará se o Whitefield House (původně naplánovaný jako Bethesda-sirotčinec) postavený v letech 1740–1743. Dále se pak starají o nejstarší dochovanou moravskou stavbu v Severní Americe Gray Cottage  z roku 1740 (kdysi sloužila jako přístřeší pro Moravany-stavitele). Tyto objekty jsou zařazeny do seznamu památek v USA. Ve Whitefield House je muzeum. Ve sbírkách muzea je více než 10 tisíc předmětů včetně artefaktů z misií Moravanů na šesti kontinentech. V historické knihovně Nazarethu jsou vzácná vydání děl Jana Amose Komenského.

## Galerie

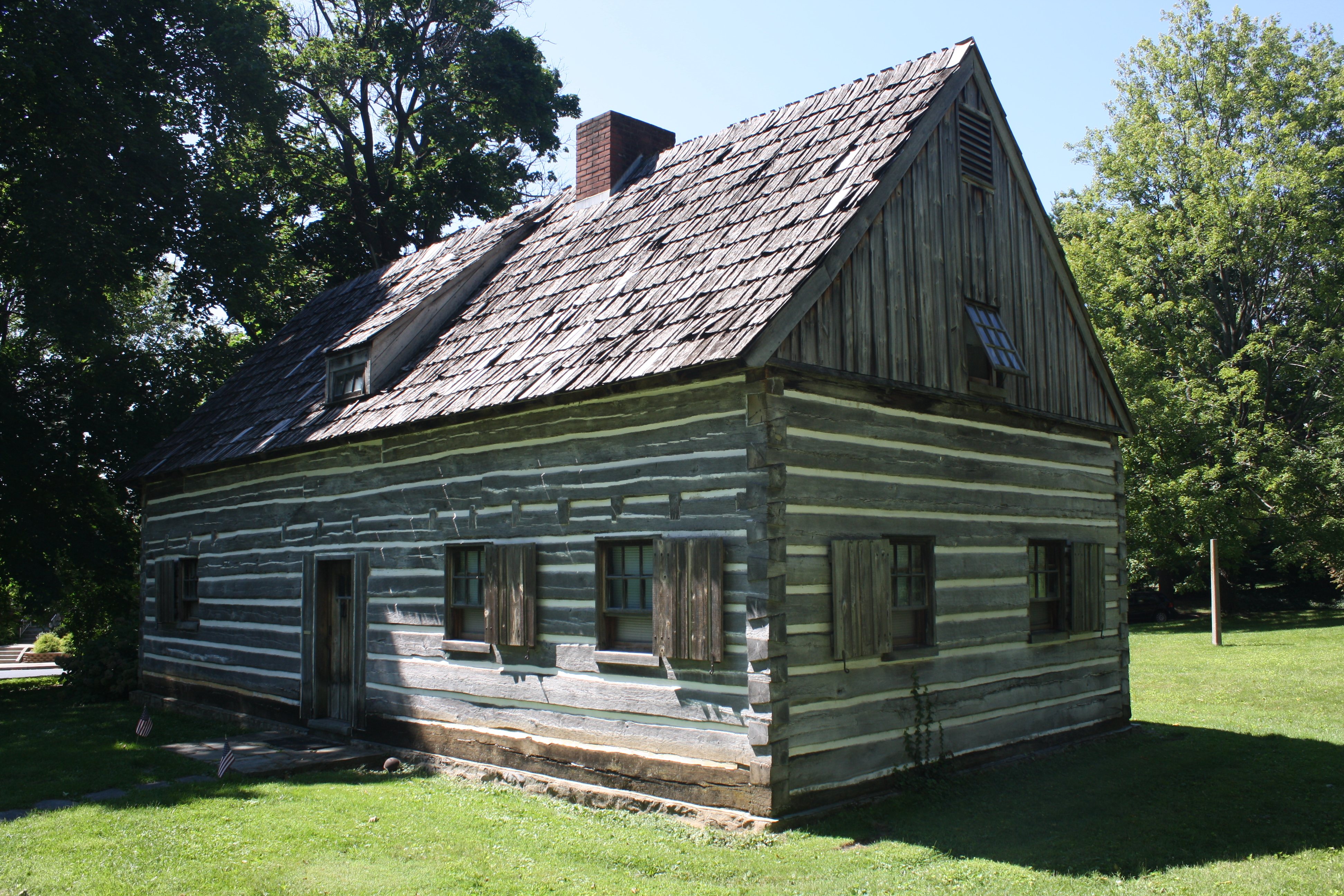
Gray Cottage
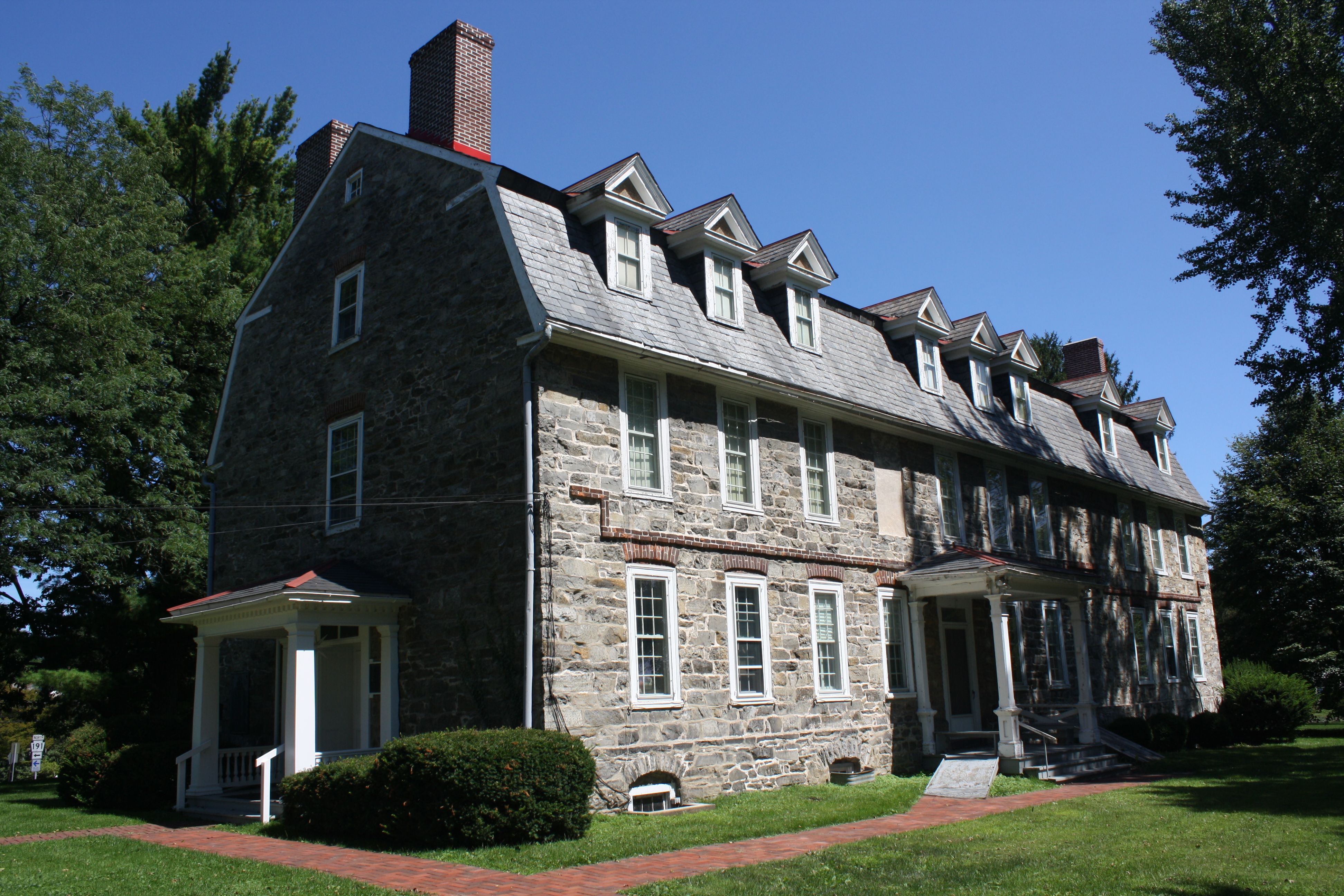
Whitefield House
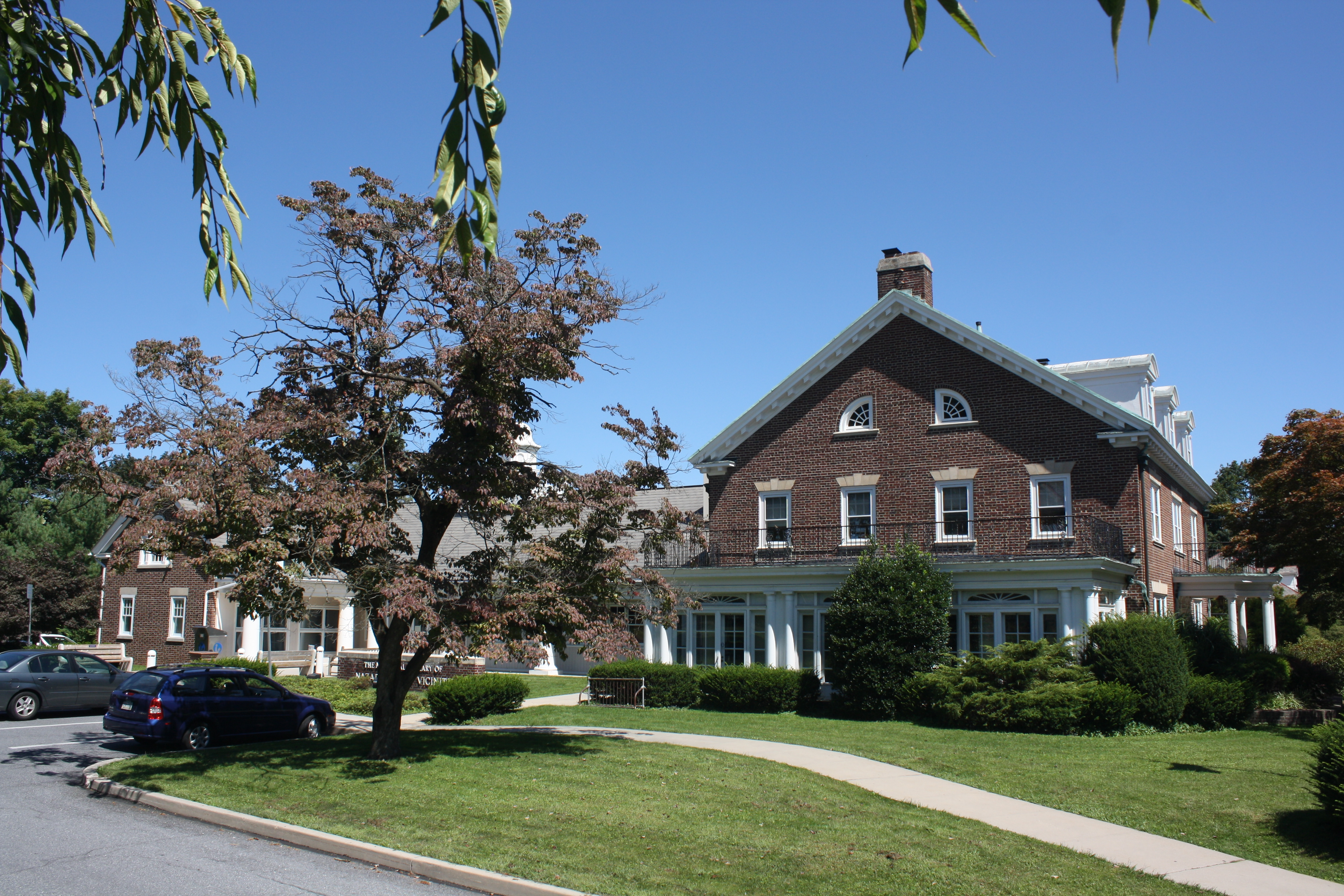
Memorial Library
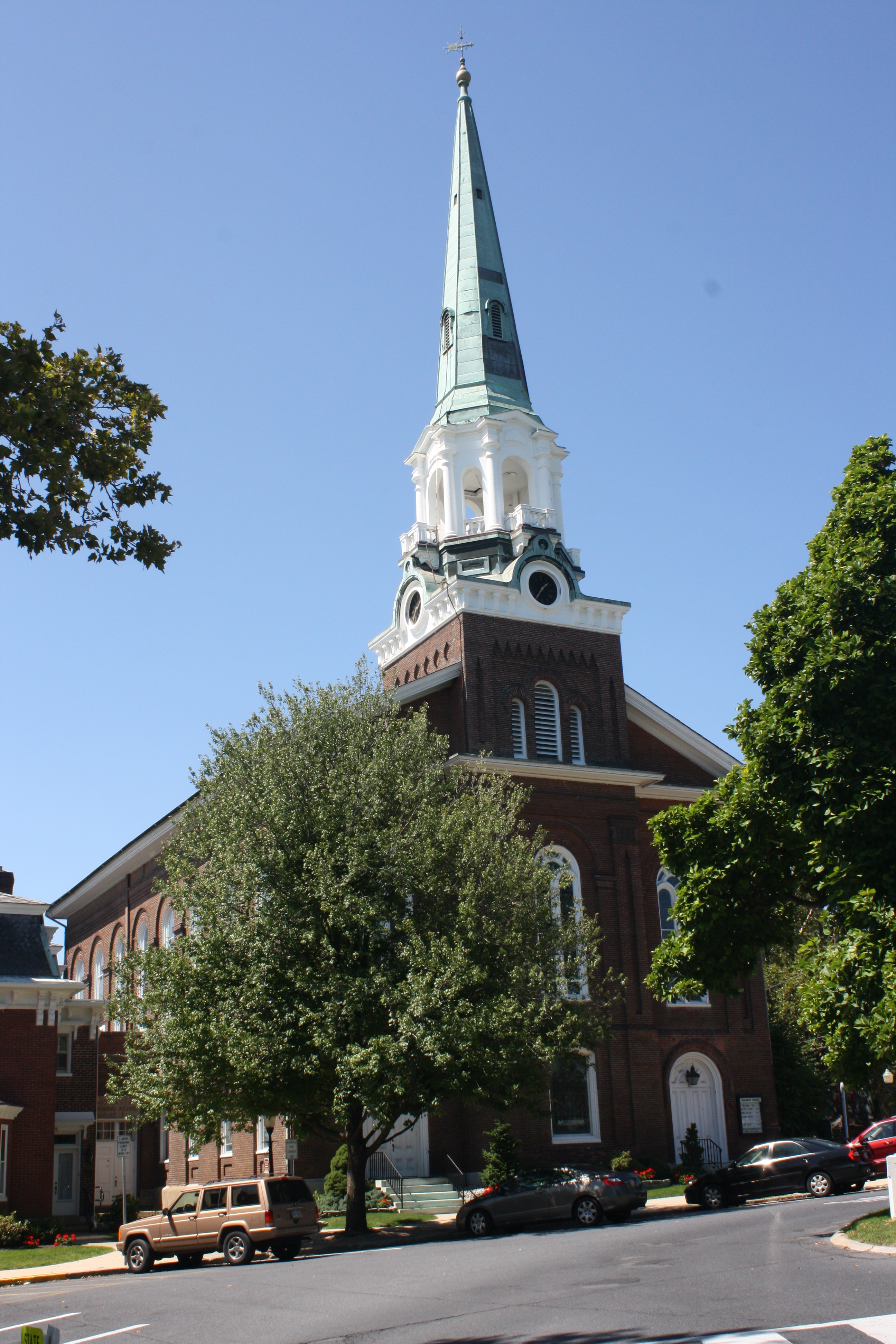
Moravian Church
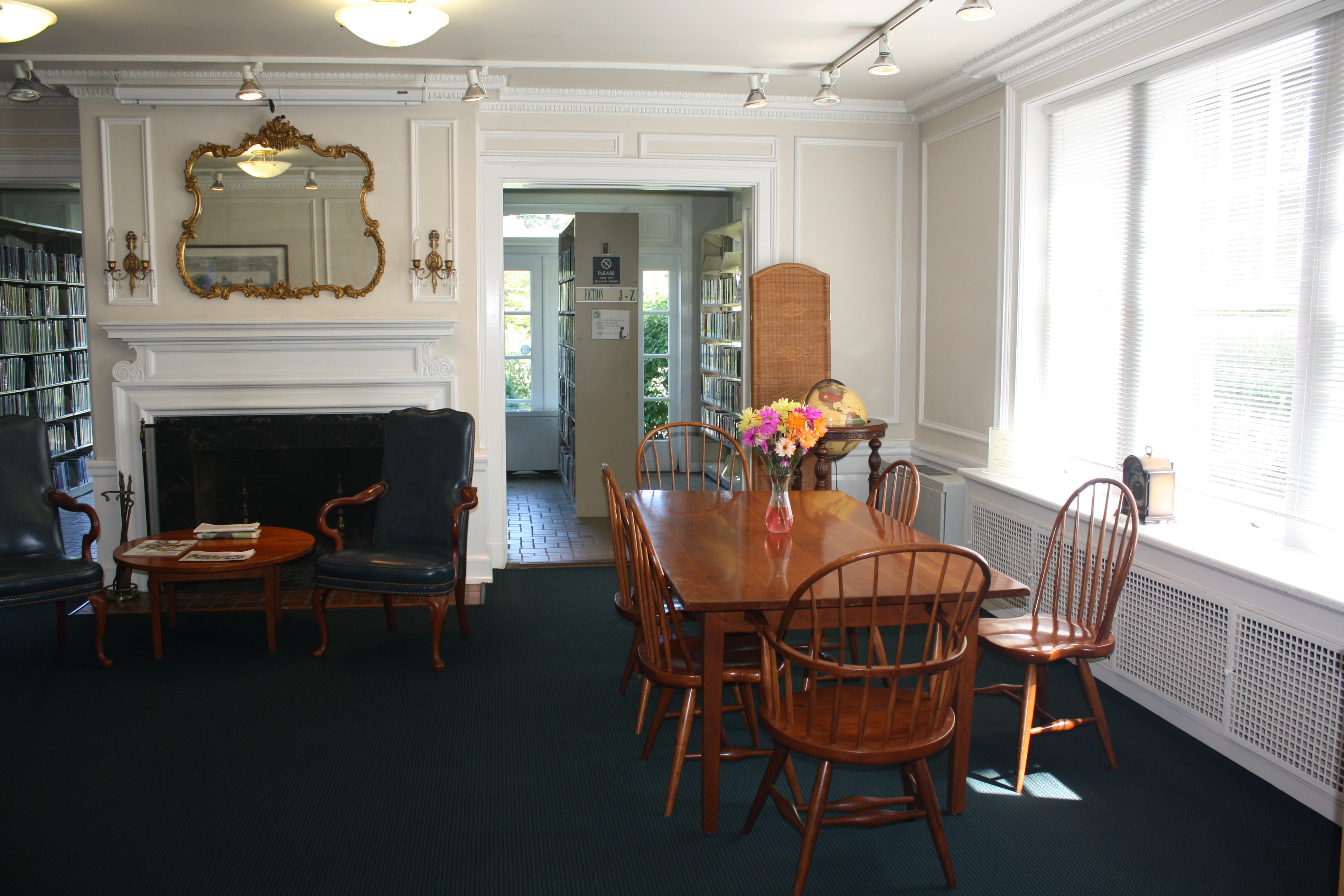
Memorial Library